# Biantessus
Biantessus is een geslacht van hooiwagens uit de familie Biantidae.
De wetenschappelijke naam Biantessus is voor het eerst geldig gepubliceerd door Roewer in 1949. 

## Soorten
Biantessus omvat de volgende 2 soorten:
- Biantessus nigrotarsus
- Biantessus vertebralis